# 兴平王 (箕子朝鲜)
捉（？—前943年），是古朝鲜之箕子朝鲜的君主，子姓。东史年表认为在位於前957年至前943年，諡號興平王（韓語：흥평왕），後王位由兒子調繼承。